# Dziemięrzyce
Dziemięrzyce (do 31.12.2012 Dziemierzyce) – wieś w Polsce położona w województwie małopolskim, w powiecie miechowskim, w gminie Racławice.
W latach 1975–1998 miejscowość administracyjnie należała do województwa kieleckiego.

## Części wsi
| SIMC    | Nazwa        | Rodzaj    |
| ------- | ------------ | --------- |
| 0263946 | Parcelacja   | część wsi |
| 0263952 | Pod Lisinami | część wsi |
| 0263969 | Stara Wieś   | część wsi |
| 0263975 | Żabieniec    | część wsi |

## Zabytki
Obiekty wpisane do rejestru zabytków nieruchomych województwa małopolskiego:
- zespół dworski,
  - dwór z 1914 roku,
  - park.